# UNIAN
UNIAN o Ukrainian Independent Information Agency (UNIAN; in ucraino Українське Незалежне Інформаційне Агентство Новин?, Ukraïns'ke Nezaležne Informacijne Ahentstvo Novyn; lett. "Agenzia ucraina di informazione indipendente") è una agenzia di stampa ucraina. Si occupa di notizie riguardante politica, business e finanza; inoltre pubblica popolari servizi fotografici.
Fondata nel marzo del 1993, UNIAN è utilizzata dalle maggiori emittenti televisive, dai quotidiani locali e dalle radio come maggiore fonte di notizie. Ha circa 500 fruitori in tutto il mondo e il suo archivio fotografico include oltre 200000 immagini.